# Echinanthera undulata
Echinanthera undulata — вид змій родини полозових (Colubridae). Ендемік Бразилії.

## Поширення і екологія
Echinanthera undulata мешкають на південному сході Бразилії, в штатах Санта-Катаріна, Парана, Сан-Паулу, Ріо-де-Жанейро, Еспіріту-Санту і Мінас-Жерайс. Вони живуть у вологих атлантичних лісах і чагарникових заростях, на висоті до 1600 м над рівнем моря. Ведуть наземний, денний спосіб життя. Живляться амфібіями. Відкладають яйця, в кладці від 3 до 8 яєць.